# Tobias Grünenfelder
Tobias Grünenfelder nació el 27 de noviembre de 1977 en Elm (Suiza), es un esquiador que tiene una victoria en la Copa del Mundo de Esquí Alpino (con un total de cinco pódiums).

## Resultados

### Juegos Olímpicos de Invierno
- 2002 en Salt Lake City, Estados Unidos
  - Super Gigante: 12.º
- 2006 en Turín, Italia
  - Descenso: 12.º
- 2010 en Vancouver, Canadá
  - Super Gigante: 9.º

### Campeonatos Mundiales
- 1999 en Vail, Estados Unidos
  - Eslalon Gigante: 20.º
- 2003 en St. Moritz, Suiza
  - Eslalon Gigante: 18.º
- 2005 en Bormio, Italia
  - Super Gigante: 16.º

### Copa del Mundo

#### Clasificación general Copa del Mundo
- 1998-1999: 98.º
- 2000-2001: 119.º
- 2001-2002: 49.º
- 2002-2003: 50.º
- 2003-2004: 42.º
- 2004-2005: 45.º
- 2005-2006: 59.º
- 2006-2007: 66.º
- 2007-2008: 67.º
- 2008-2009: 60.º
- 2009-2010: 29.º
- 2010-2011: 42.º
- 2011-2012: 103.º

#### Clasificación por disciplinas (Top-10)
- 2010-2011:
  - Super Gigante: 10.º

#### Victorias en la Copa del Mundo (1)

##### Super Gigante (1)
| Fecha                   | Lugar       |
| ----------------------- | ----------- |
| 28 de noviembre de 2010 | Lake Louise |